# Weverijvoorbereiding

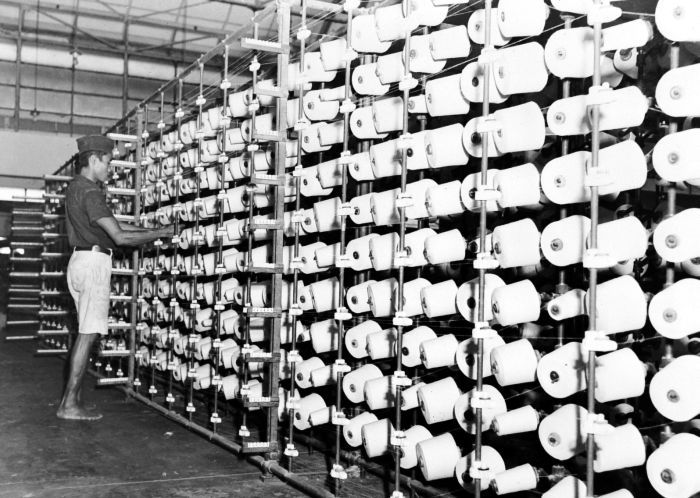
Controle van de spoelen in het creel

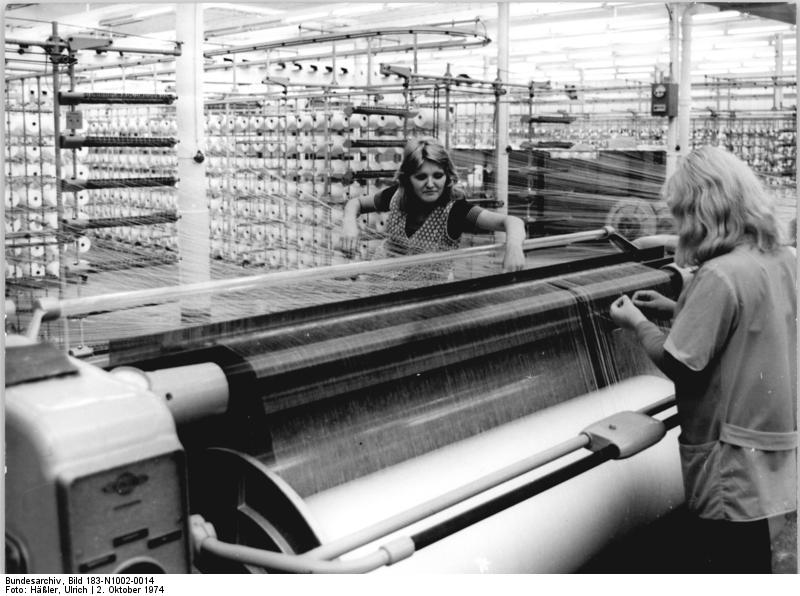
Breedscheren

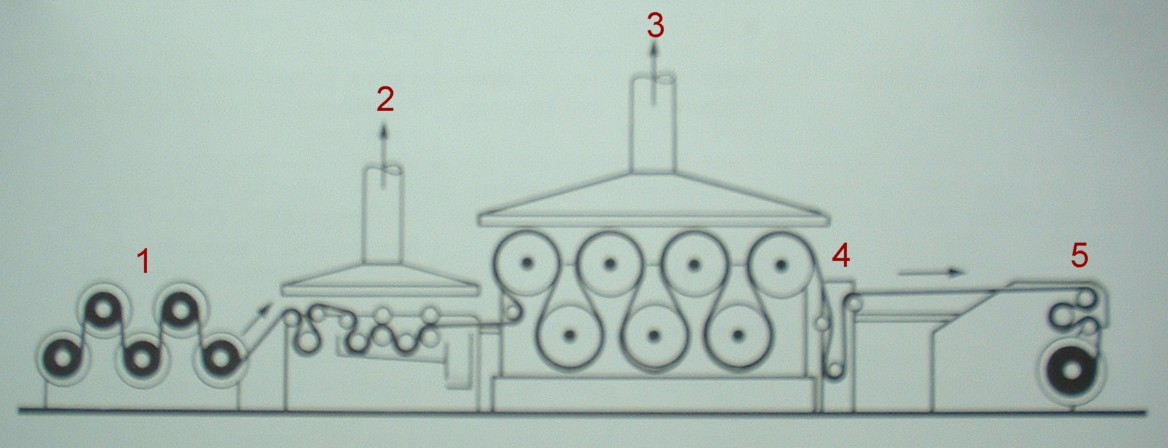
Cilindersterkmachine

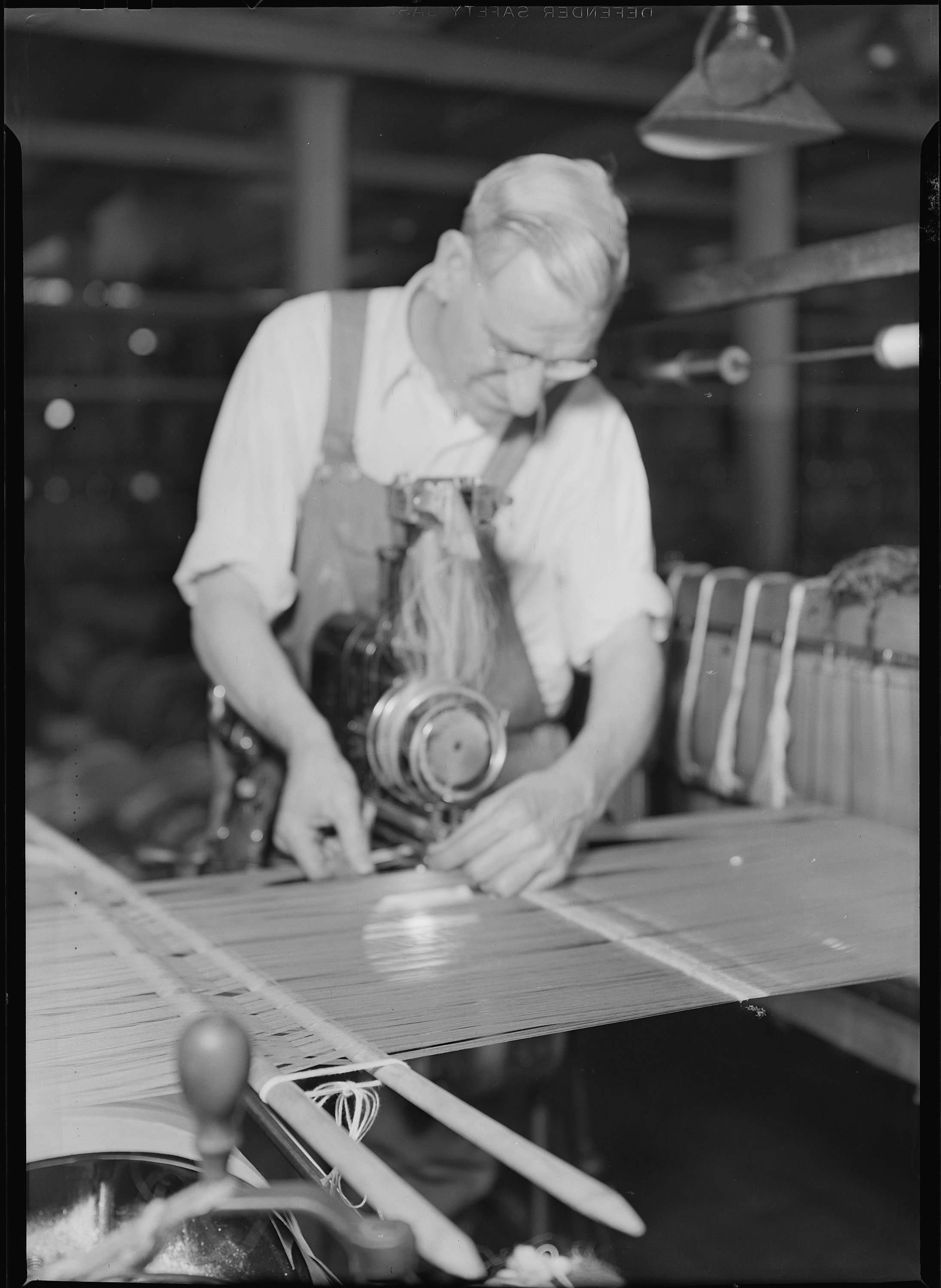
Machinaal aanknopen

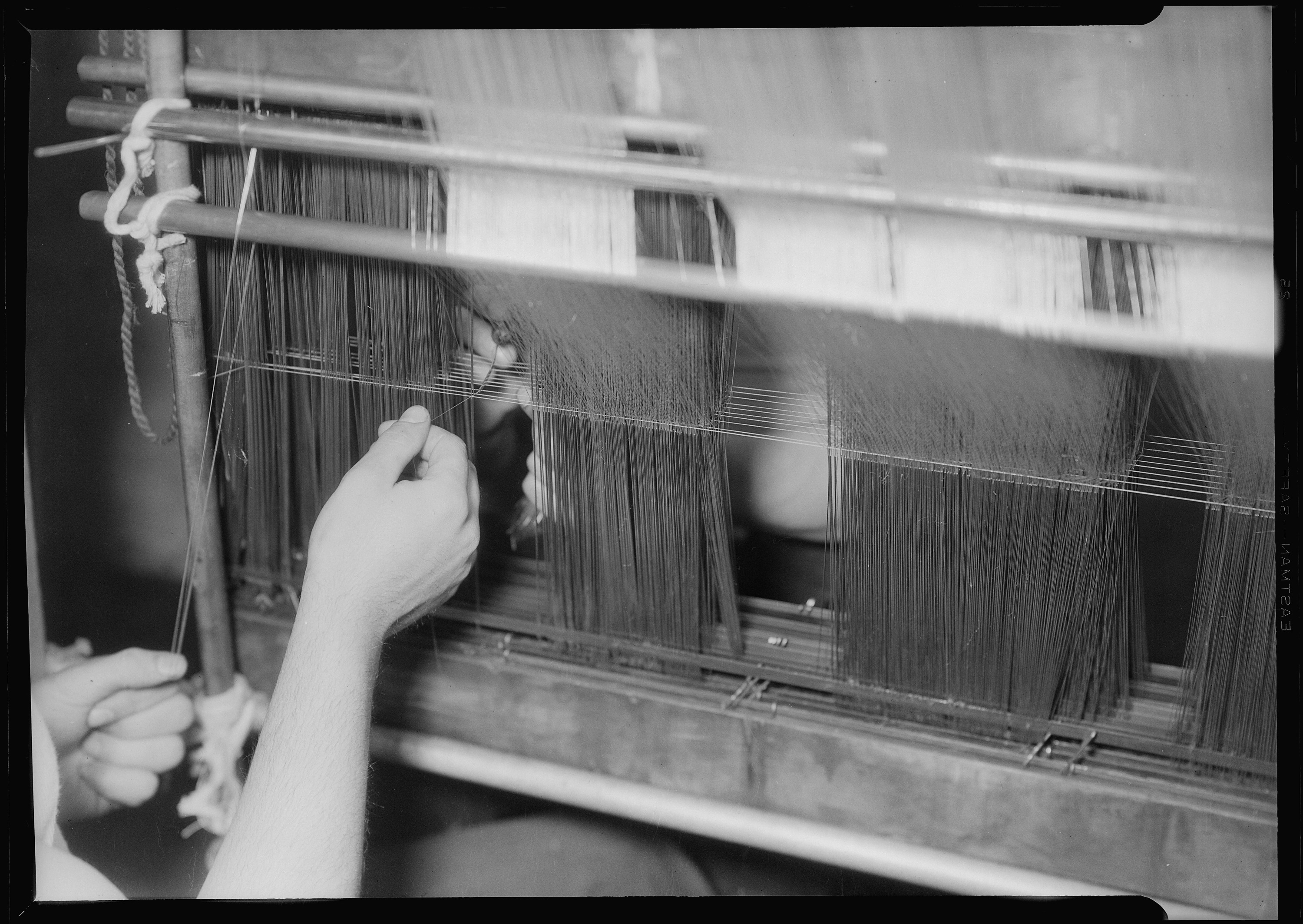
Handmatig kamrijgen

De weverijvoorbereiding is de afdeling die in het productieproces van de textielindustrie ervoor zorgt dat het door de spinnerij geleverde garen geschikt gemaakt wordt om op de weefmachines verwerkt te worden.

## Garens
De moderne textielindustrie kent twee soorten vezelgarens: de garens van de ringspinnerij en die van de open end spinnerij. Open-endgarens zitten standaard op kruisspoelen en kunnen in de weverijvoorbereiding en op de moderne projectiel-, grijper-, lucht- en waterstraalweefmachines zonder meer verwerkt worden. Voor de verouderde schietspoelweefmachines moet het inslaggaren nog omgespoeld worden op inslagspoelen (pirns). De ringspingarens moeten eerst van cops samengespoeld worden op kruisspoelen omdat de garenlengte op een spincops maar gering is. Daarna kunnen ze dan verder verwerkt worden als het open-endgaren. Filamentgarens worden standaard op cops met grote garenlengten of op kruisspoelen geleverd en kunnen dus als de open-endgarens verwerkt worden.

## Ketting
Bijna altijd moet er een weefboom gemaakt worden voordat de productie kan beginnen. Er zijn een paar uitzonderingen waarbij de kruisspoelen rechtstreeks op een creel (spoelenrek) achter de weefmachine opgestoken worden. Dit gebeurt bij sommige technische weefsels uit dikke garens en bij sommige tapijtweefmachines.  Voordat de kettingboom gereed is om te weven, zijn er verschillende stappen nodig.

## Scheren
De kettingvoorbereiding begint met het scheren. Bij het scheren worden de kettingdraden parallel op een boom opgewikkeld. Dit kan op twee manieren gebeuren: via breedscheren of via conusscheren. Bij het breedscheren wordt een aantal scheerbomen van de gewenste weefbreedte geschoren, die samen het gewenste aantal kettingdraden hebben. Daarna worden deze bomen samen overgeboomd op de weefboom. De tussenstap is nodig omdat voor een weefsel zoveel draden en dus spoelen nodig zijn dat het creel veel te groot zou worden en de beheersing van de garenloop te moeilijk. Bij het conus- of bandscheren wordt op de conusscheermachine een band van een beperkt aantal draden geschoren. Daarna wordt naast deze band een volgende geschoren enzovoort, totdat het gewenste aantal draden bereikt is. Daarna wordt het geheel overgeboomd op een weefboom. Kettingen met een scheerpatroon worden altijd volgens deze methode geschoren. Na het scheren ontstaat een splitsing. Sommige kettingen, zoals kettingen van getwijnd garen, kunnen direct verder verwerkt worden. De andere kettingen moeten eerst gesterkt (of gelijmd) worden.

## Sterken
Bij het sterken wordt in de papbak (1) een laagje rond het garen aangebracht, het teveel wordt afgeperst (2) en de kettingdraden daarna gedroogd (3). Het laagje plakt de uitstekende vezels aan het garenlichaam en het garen wordt gladder. Hierdoor ondervindt het minder weerstand tijdens het weven. Het wordt dan minder opgeruwd en er ontstaan minder draadbreuken in de ketting. De kettingen die niet gesterkt hoeven te worden en de gesterkte kettingen moeten hierna klaar gemaakt worden voor het weven. Ook hier is weer een uitzondering. Als een ketting op een weefmachine komt waar hetzelfde artikel (gelijk aantal kammen en kettingdraden en hetzelfde aantal kettingdraden per centimeter) al loopt, kunnen de kettingdraden machinaal aangeknoopt worden, waarna het weven met de nieuwe boom kan beginnen.

## Rijgen en rietsteken
Als er een nieuw artikel geweven moet worden, is de laatste stap van de voorbereiding het kamrijgen en rietsteken. Bij het kamrijgen worden de kettingdraden in de voorgeschreven volgorde door de kammen gehaald. De rijgvolgorde en het aantal kammen volgt uit de bindingstekening. Bij het rietsteken wordt het voorgeschreven aantal draden door de opening tussen twee rietstaven gehaald. In de moderne weverij is het kamrijgen en rietsteken geautomatiseerd tot één geautomatiseerde handeling. Wanneer deze handeling klaar is, wordt de kettingboom met kamstel en riet naar de weefmachine gereden en in de machine gehangen. Daarna kan het weven beginnen.